# Skënder Jareci
Skënder Jareci (né le 5 mai 1931 à Durrës et mort le 9 mars 1984) est un joueur et entraîneur de football albanais.
Il est connu pour avoir terminé meilleur buteur du championnat d'Albanie lors des saisons 1955, 1958 et 1960, avec respectivement 23, 14 et 16 buts inscrits.